# Saint-Mammès
Saint-Mammès là một xã ở tỉnh Seine-et-Marne, thuộc vùng Île-de-France ở miền bắc nước Pháp.

## Dân số
Người dân ở Saint-Mammès được gọi là Mammèsiens.
Điều tra dân số năm 1999, xã này có dân số là 3.084.